# Rusanivka

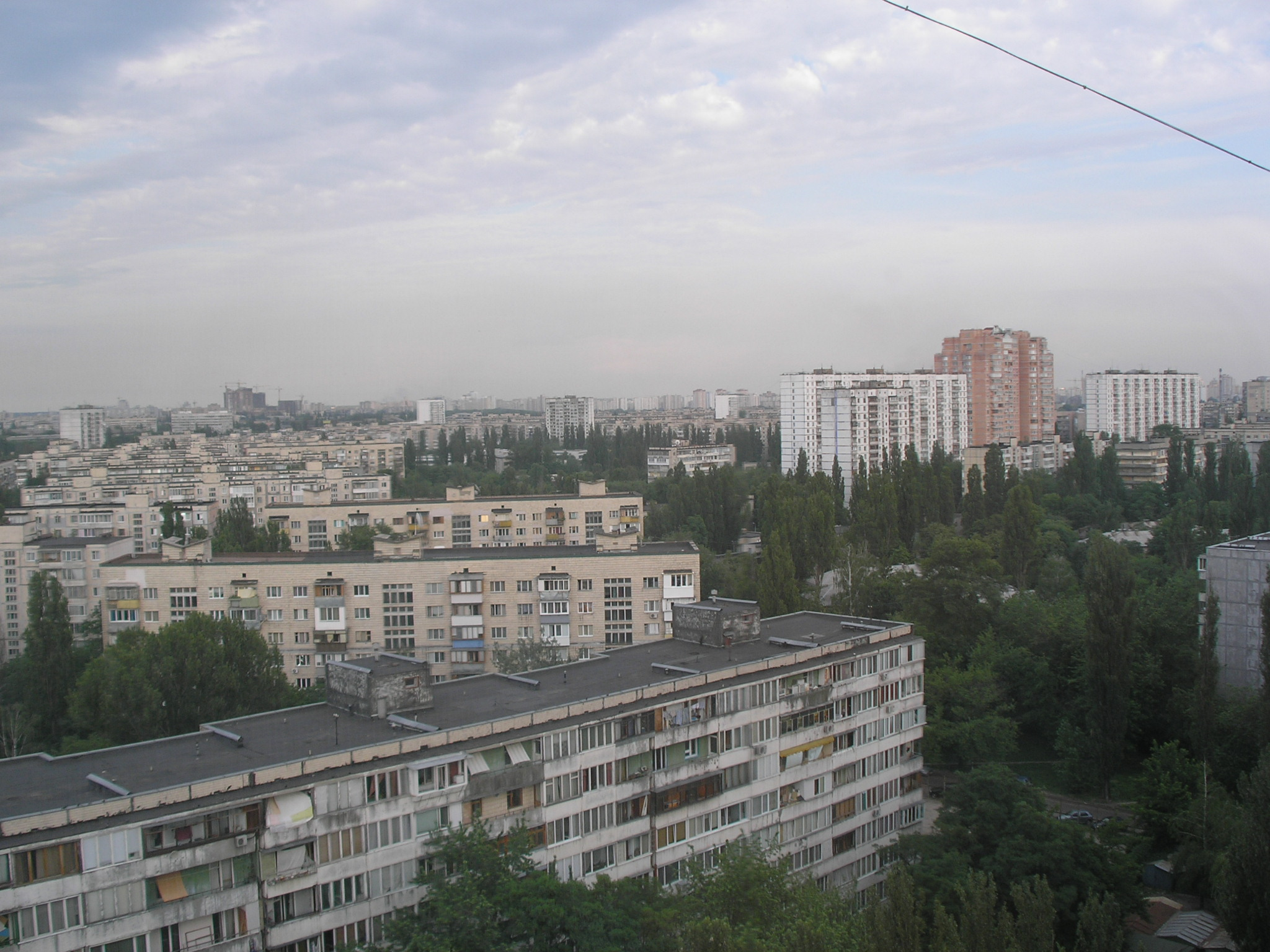
Vista de los apartamentos típicos de Rusanivka.

Rusanivka (en ucraniano: Русанівка: Русанівка; en ruso: Русановка: , translit.: Rusanovka) es una isla artificial y barrio rodeado por un canal, el Rusanivs'kyi Kanal. El canal es un distribuidor artificial del río Dniéper. El río y el canal hacen que el barrio parezca una isla. La isla está situada en la parte izquierda de Kiev, la capital de Ucrania. Está rodeada por barrios como Hidroparque, Dárnytsia, Berezniaky y Livoberezhnyi masyv.

## Visión general
Más cerca del río, Rusanivka tiene un par de pequeñas playas. El barrio tiene muchos edificios de apartamentos, la mayoría de los cuales tienen entre 9 y 16 pisos. Hay muchas tiendas y cafés en la Rusanivs'ka Naberezhna, la calle principal de Rusanivka.
Al carecer de industria, Rusanivka se concibió desde el principio como un barrio puramente residencial, según el concepto soviético de asignar los llamados barrios dormitorios en las grandes ciudades industriales. Durante la creación de este barrio se previó que la zona contaría con dos tipos principales de transporte público -autobuses y barcos fluviales por el Dniéper y el canal-, por lo que los residentes no necesitarían coches privados. Los barcos fluviales habrían creado un ambiente similar al de Venecia en la zona. En realidad, el transporte masivo basado en los barcos fluviales resultó ser antieconómico y se suspendió. Pero esta pérdida se ha compensado con una flota de autobuses y trolebuses a los que los habitantes pueden llegar desde la isla. Además, el terraplén de Rusanivka ha sido renovado recientemente y atrae tanto a los residentes de la isla como a los de los barrios circundantes para dar un paseo o cenar en un café local. Allí se puede degustar cualquier cosa, desde la cocina europea hasta la cocina asiática o la cocina griega.
La isla también es conocida por sus fuentes danzantes en el canal, que abren todos los años desde la primavera hasta el otoño

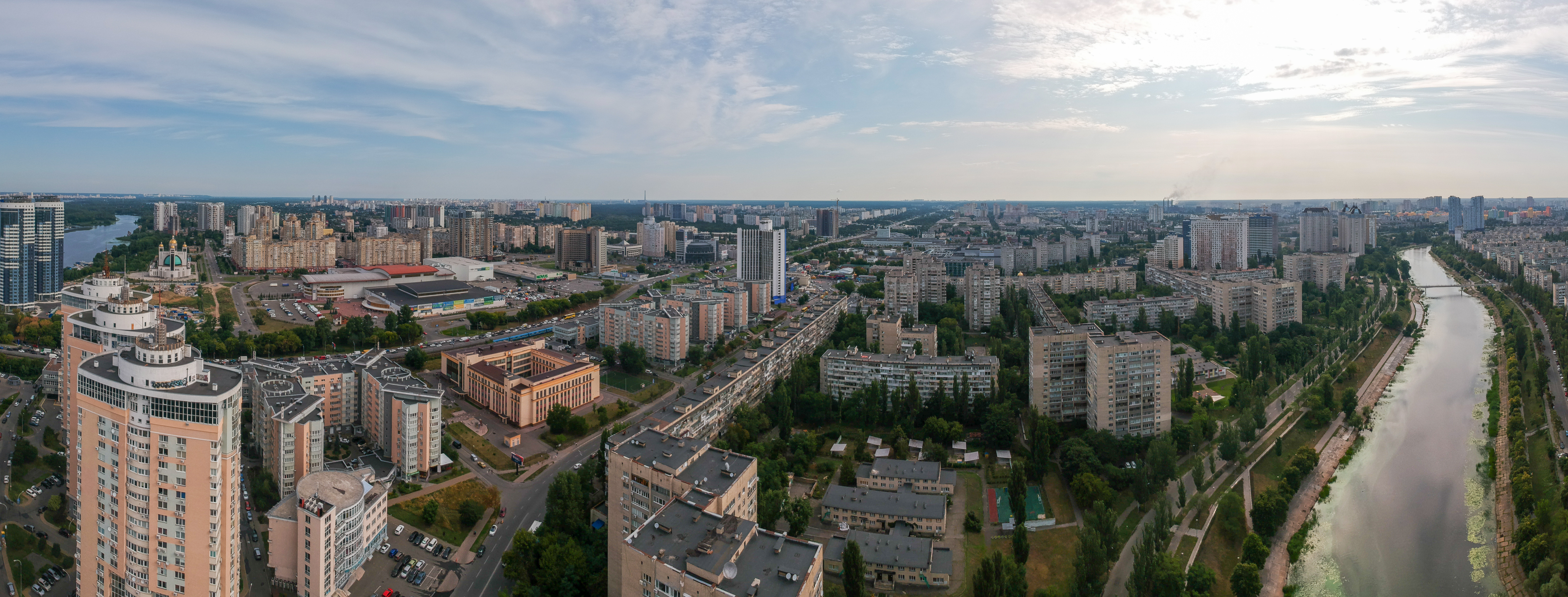
Panorama de Rusanivka